# Reação de Rauhut-Currier
A reação de Rauhut-Currier é uma reação orgânica descrevendo (no seu escopo original) a dimerização ou isomerização de alquenos elétron-deficientes tais como enonas por ação de uma organofosfina do tipo R3P. Numa descrição mais geral a reação RC é qualquer acoplamento de um alqueno ativo / enolato latente a um segundo aceptor de Michael, criando uma nova ligação C–C entre a posição alfa de um alqueno ativado e a posição beta de um segundo alqueno sob a influência de um catalisador nucleofílico . O mecanismo de reação é essencialmente a da relacionada e mais conhecida reação de Baylis-Hillman (DABCO não fosfina, carbonila não enona) mas a reação de Rauhut-Currier é anterior por vários anos. Em comparação com a reação MBH, a reação RC possui falta de reatividade do substrato e seletividade de reação.
A reação original de 1963 descreve a dimerização do acrilato de etila ao diéster de etila de ácido 2-metileno-glutárico com tributilfosfina em acetonitrila:
Esta reação também funciona para a acrilonitrila. 